# Chilcuautla
Chilcuautla är en kommun i Mexiko.   Den ligger i delstaten Hidalgo, i den sydöstra delen av landet, 100 km norr om huvudstaden Mexico City. Antalet invånare är 15 284.
Följande samhällen finns i Chilcuautla:
- Colonia Huitexcalco
- El Mejay
- El Dontzhí
- Llano Primero
- Colonia Benito Juárez
- Cerro Colorado
- El Zapote
- El Deca
- El Cerrito
- Cerro del Corazón